# Tammneem
Tammneem är en udde i norra Estland, 14 km nordost om huvudstaden Tallinn. Den tillhör Viimsi kommun i Harjumaa. Den ligger på halvön Viimsi poolsaar östkust och sydost om udden ligger bukten Muuga laht. Byn Tammneeme ligger innanför udden. 
Terrängen inåt land är platt. Havet är nära Tammneem åt nordost. Runt Tammneem är det ganska tätbefolkat, med 248 invånare per kvadratkilometer. Närmaste större samhälle är Tallinn, 13,8 km sydväst om Tammneem. I omgivningarna runt Tammneem växer i huvudsak blandskog.
Inlandsklimat råder i trakten. Årsmedeltemperaturen i trakten är 4 °C. Den varmaste månaden är juli, då medeltemperaturen är 18 °C, och den kallaste är januari, med −10 °C.